# Chamaedorea murriensis
Chamaedorea murriensis är en enhjärtbladig växtart som beskrevs av Gloria A. Galeano. Chamaedorea murriensis ingår i släktet Chamaedorea och familjen Arecaceae. Inga underarter finns listade i Catalogue of Life.